# Pedicythere
Pedicythere is een geslacht van kreeftachtigen uit de klasse van de Ostracoda (mosselkreeftjes).

## Soorten
- Pedicythere arator Schornikov, 2005
- Pedicythere atroposopetasi Yasuhara, Okahashi & Cronin, 2009
- Pedicythere australis Neale, 1975 †
- Pedicythere dentata Schornikov, 2005
- Pedicythere elegantula Whatley & Downing, 1984 †
- Pedicythere falklandensis Dingle, 1984 †
- Pedicythere fluitans (Bonnema, 1941) Gruendel, 1975 †
- Pedicythere fragilis Dingle, 1981 †
- Pedicythere gibbera Schornikov, 2005
- Pedicythere gladium Whatley & Downing, 1984 †
- Pedicythere hirundo Schornikov, 2005
- Pedicythere kennettopetasi Yasuhara, Okahashi & Cronin, 2009
- Pedicythere klothopetasi Yasuhara, Okahashi & Cronin, 2009
- Pedicythere lachesisopetasi Yasuhara, Okahashi & Cronin, 2009
- Pedicythere mirabilis Sissingh, 1975 †
- Pedicythere neofluitans Joy & Clark, 1977
- Pedicythere nivea Schornikov, 2005
- Pedicythere phryne Bonaduce, Ciampo & Masoli, 1976
- Pedicythere polita Colalongo & Pasini, 1980 †
- Pedicythere tessae Eagar, 1965 †
- Pedicythere trispicata (Brady & Norman, 1889) Mckenzie et al., 1979
- Pedicythere variabilis Bold, 1988 †